# MTO (entreprise)
MTO est un studio de développement de jeux vidéo fondé en 1996 et basé à Yokohama.

## Ludographie
- 1998 : Option Tuning Car Battle sur PlayStation
- 1998 : Initial D Gaiden sur Game Boy
- 1999 : Card Captor Sakura: Itsumo Sakura-chan to Issho! sur Game Boy Color
- 1999 : Pocket GT sur Game Boy Color
- 1999 : Minna no Shogi: Shokyūhen sur Game Boy Color, jeu de shōgi[1]
- 2000 : Naniwa Wangan Battle sur PlayStation
- 2000 : Kanji de Puzzle sur Game Boy Color, jeu de quiz basé sur la connaissance des kanjis[2]
- 2000 : Option Tuning Car Battle Spec-R sur PlayStation
- 2000 : Ojarumaru: Mitsunegai Jinja no Ennichi de Ojaru! sur Game Boy Color
- 2000 : Card Captor Sakura: Tomoe Shōgakkō Daiundōkai sur Game Boy Color
- 2002 : Hello Kitty no Happy House sur Game Boy Color
- 2002 : Daisuki Teddy sur Game Boy Advance, jeu d'aventure en vue de dessus mettant en scène une jeune héroïne et son ourson en peluche[3]
- 2002 : Tokimeki Dream Series 1: Ohanaya-san ni Narō! sur Game Boy Advance
- 2002 : MotoGP (édition japonaise uniquement)
- 2002 : Ao Zora to Nakama Tachi: Yume no Bōken sur Game Boy Advance
- 2002 : Lotus Challenge sur PlayStation 2 (édition japonaise uniquement)
- 2002 : Downforce sur PlayStation 2 (édition japonaise uniquement)
- 2003 : Cesti to Meigurumi-tachi no Mahō no Bōken: Kisekko Gurumii sur Game Boy Advance
- 2003 : Dancing Sword: Senkō sur Game Boy Advance
- 2003 : Angel Collection: Mezase! Gakuen no Fashion Leader sur Game Boy Advance, jeu d'aventure et de mode[4]
- 2003 : Castleween sur GameCube, PlayStation 2 et Game Boy Advance (édition japonaise uniquement, sous le titre Mahō no Pumpkin)
- 2003 : Ojarumaru: Gekkō Machi Sanpo de Ojaru sur Game Boy Advance
- 2003 : Minna no Soft Series: Minna no Mahjong sur Game Boy Advance
- 2003 : Ao Zora to Nakama Tachi: Yume no Bōken Plus sur PlayStation
- 2003 : Minna no Soft Series: Hyokkori Hyōtan Shima sur Game Boy Advance
- 2003 : Gakuen Senki Muryō sur Game Boy Advance
- 2004 : Oshare Wanko sur Game Boy Advance
- 2004 : Card Captor Sakura: Sakura Card-hen - Sakura Card to Tomodachi sur Game Boy Advance
- 2004 : Wanko de Kururin! Wankuru sur Game Boy Advance
- 2004 : Angel Collection 2: Pichimo ni Narō sur Game Boy Advance, jeu d'aventure et de mode[5]
- 2005 : Nyan Nyan Nyanko no Nyan Collection sur Game Boy Advance
- 2005 : Minna no Mahjong: Kenkō Mahjong DS sur Nintendo DS
- 2005 : Fossil League: Dino Tournament Championship sur Nintendo DS
- 2005 : Horsez sur Game Boy Advance, Nintendo DS, PlayStation 2 et PC
- 2006 : San-X Land: Theme Park de Asobō sur Nintendo DS
- 2006 : Happy Cooking sur Nintendo DS
- 2006 : Dogz sur Nintendo DS
- 2006 : Dogz Fashion sur Game Boy Advance
- 2006 : Hamsterz Life sur Nintendo DS
- 2006 : Léa Passion : Cuisine sur Nintendo DS
- 2007 : Dogz 2 sur Game Boy Advance et Nintendo DS
- 2007 : San-X Chara Sagashi Land sur Nintendo DS
- 2007 : Kyōryū Monster sur Nintendo DS
- 2008 : Koinu de Kururin sur Nintendo DS
- 2008 : Koinu no Heya sur Nintendo DS
- 2008 : San-X Character Channel: All-Star Daishūgō! sur Nintendo DS
- 2008 : Minna de Asobō! Koinu Dekururin sur Nintendo DS
- 2008 : Rhythm de Cooking sur Nintendo DS
- 2009 : Rilakkuma Minna de Goyururi Seikatsu sur Wii
- 2009 : Monkeyz sur Nintendo DS
- 2009 : Jewelpet: Kawaii Mahō no Fantasy sur Nintendo DS
- 2009 : Kurulin Fusion sur PlayStation Portable
- 2009 : Jewelpet: Mahō no DS Kirapi Kariin sur Nintendo DS
- 2010 : Jewelpet: Mahō no Oheyya de Issho ni Asobō! sur Nintendo DS
- 2011 : Jewelpet: Mahō no Rhythm de Ieie! sur Nintendo 3DS
- 2013 : Koneko no Album: My Little Cat sur Nintendo 3DS
- 2014 : Shunsoku Mezase! Zenkoku Saikyō Runner sur Nintendo 3DS

### SérieDokiDoki Cooking
DokiDoki Cooking est une série de jeux de cuisine mettant en scène une jeune cuisinière et son assistant lapin. Le deuxième épisode est dédié au bentō, les autres aux gâteaux.
- 2002 : DokiDoki Cooking Series 1: Komugi-Chan no Happy Cake sur Game Boy Advance
- 2003 : DokiDoki Cooking Series 2: Gourmet Kitchen - Suteki na Obentō sur Game Boy Advance
- 2004 : Little Patissier: Cake no Oshiro sur Game Boy Advance

### SérieGT
GT Advance est une série de jeux de course de grand tourisme et dans le cas de GT Advance 2, de rallye automobile.
- 2001 : GT Advance Championship Racing (Advance GTA) sur Game Boy Advance
- 2001 : GT Advance 2: Rally Racing (Advance Rally) sur Game Boy Advance
- 2002 : GT Advance 3: Pro Concept Racing (Advance GTA 2) sur Game Boy Advance
- 2003 : GT Cube sur GameCube
- 2006 : GT Pro Series sur Wii

### SérieKawaii
La série Kawaii de MTO propose des jeux mettant en scène des animaux de compagnie virtuel (chat, chien, lapin, hamster...).
- 2000 : Nakayoshi Pet Series 1: Kawaii Hamster sur Game Boy Color
- 2000 : Nakayoshi Pet Series 2: Kawaii Usagi sur Game Boy Color
- 2000 : Nakayoshi Pet Series 3: Kawaii Koinu sur Game Boy Color
- 2001 : Nakayoshi Pet Series 4: Kawaii Koneko sur Game Boy Color
- 2001 : Nakayoshi Pet Series 5: Kawaii Hamster 2 sur Game Boy Color
- 2001 : Nakayoshi Pet Advance Series 1: Kawaii Hamster sur Game Boy Advance
- 2002 : Nakayoshi Pet Advance Series 2: Kawaii Koinu sur Game Boy Advance
- 2002 : Nakayoshi Pet Advance Series 3: Kawaii Koneko sur Game Boy Advance
- 2003 : Nakayoshi Pet Advance Series 4 : Kawaii Koinu Mini - Wanko to Asobō!! Kogatainu sur Game Boy Advance
- 2004 : Dogz (Kawaii Koinu: Wonderful) sur Game Boy Advance
- 2005 : Catz (Minna no Soft Series: Kawaii Koneko) sur Game Boy Advance
- 2006 : Kawaii Koinu DS sur Nintendo DS
- 2008 : Kawaii Koneko DS sur Nintendo DS
- 2008 : Kawaii Koinu DS 2 sur Nintendo DS
- 2009 : Kawaii Koneko DS 2 sur Nintendo DS
- 2010 : Kawaii Koinu DS 3 sur Nintendo DS
- 2010 : Kawaii Koneko DS 3 sur Nintendo DS
- 2011 : Kawaii Koinu 3D sur Nintendo 3DS
- 2012 : Kawaii Koneko 3D sur Nintendo 3DS
- 2012 : Petz Beach (Oshare de Kawaii! Koinu to Asobo! Umi-Hen) sur Nintendo 3DS
- 2013 : Petz Countryside (Oshare de Kawaii! Koinu to Asobo! Machi-Hen) sur Nintendo 3DS

### SérieMinna no Shiiku
Dans la série Minna no Shiiku, le joueur incarne un jeune chasseur d'insectes.
- 2001 : Minna no Shiiku Series 1: Boku no Kabuto Mushi sur Game Boy Advance (centré sur les scarabées)
- 2001 : Minna no Shiiku Series 2: Boku no Kuwagata sur Game Boy Advance (centré sur les lucanes)
- 2003 : Boku no Kabuto - Kuwagata sur Game Boy Advance

### SérieNakayoshi Cooking
La série Nakayoshi Cooking propose au joueur d'incarner une jeune cuisinière et de vivre ses aventures gastronomiques dans une ville présentée en vue de dessus.
- 2000 : Nakayoshi Cooking Series 1: Oishii Cake Okusan sur Game Boy Color
- 2001 : Nakayoshi Cooking Series 2: Oishii Pan Okusan sur Game Boy Color
- 2001 : Nakayoshi Cooking Series 3: Tanoshiio Bentō sur Game Boy Color
- 2001 : Nakayoshi Cooking Series 4: Tanoshii Dessert sur Game Boy Color
- 2001 : Nakayoshi Cooking Series 5: Komugi-Chan no Cake o Tsukurō! sur Game Boy Color

### SérieOchaken
La série Ochaken met en scène des chiens et des chats de toutes les couleurs (bleus, verts, roses, etc.) dont les oreilles sont des feuilles de thé. Elle est basée sur les Ocha-Ken, jouets de Sega Toys ayant également leur propre anime.
- 2003 : Ochaken no Heya sur Game Boy Advance
- 2004 : Ochaken Kururin: Honwaka Puzzle de Hottoshiyō? sur Game Boy Advance
- 2005 : Ochaken no Yume Bōken sur Game Boy Advance
- 2005 : Ochaken no Bōken Jima: Honwaka Yume no Island sur Game Boy Advance
- 2006 : Dogz: Happy House (Ochaken no Heya DS) sur Nintendo DS
- 2007 : Ochaken no Daibōken sur Nintendo DS
- 2007 : Ochaken no Heya DS 2 sur Nintendo DS
- 2008 : Ochaken no Daibōken 2: Yume Ippai no Omocha Hako sur Nintendo DS
- 2008 : Ochaken no Heya DS 3 sur Nintendo DS
- 2009 : Ochaken no Heya DS 4: Ochaken Land de Hotto Shiyo? sur Nintendo DS
- 2011 : Ochaken to Itsumo Nakayoshi sur Nintendo 3DS

### SérieOshare na Koinu
La série Oshare na Koinu propose au joueur d'interagir et de prendre soin de chiens virtuels.
- 2007 : Oshare na Koinu DS sur Nintendo DS
- 2013 : Oshare na Koinu 3D sur Nintendo 3DS